# Изложба „Простор” (1983)
Изложба „Простор” се одржала у периоду од 30. јуна до 20. јула у галерији Удружења ликовних уметника Србије, у улици Масарикова 4, и од 6. до 30. септембра 1983. године у слободном простору зеленог појаса поред купалишта Језеро на Ади Циганлији у Београду.

## Жири
Експонате за изложбу је одабрао жири у саставу:
- Павле Васић, ликовни критичар
- Нада Денић, вајар
- Татјана Јакшић, архитекта
- Ђорђе Јовић, ликовни критичар и председник жирија
- Момчило Крковић, вајар
- Лидија Мишић, вајар
- Мирољуб Стаменковић, вајар

## Излагачи
1. Ана Виђен
2. Ратко Вулановић
3. Светислав Здравковић
4. Љубица Злоковић Вујисић
5. Владимир Комад
6. Душан Марковић
7. Мице Попчев
8. Слободан Савић
9. Драган Славић
10. Томислав Тодоровић